# دانته توماس
دانته توماس (انگلیسی: Dante Thomas؛ زادهٔ ۷ ژانویهٔ ۱۹۷۸) یک موسیقی‌دان اهل ایالات متحده آمریکا است.